# Incendio

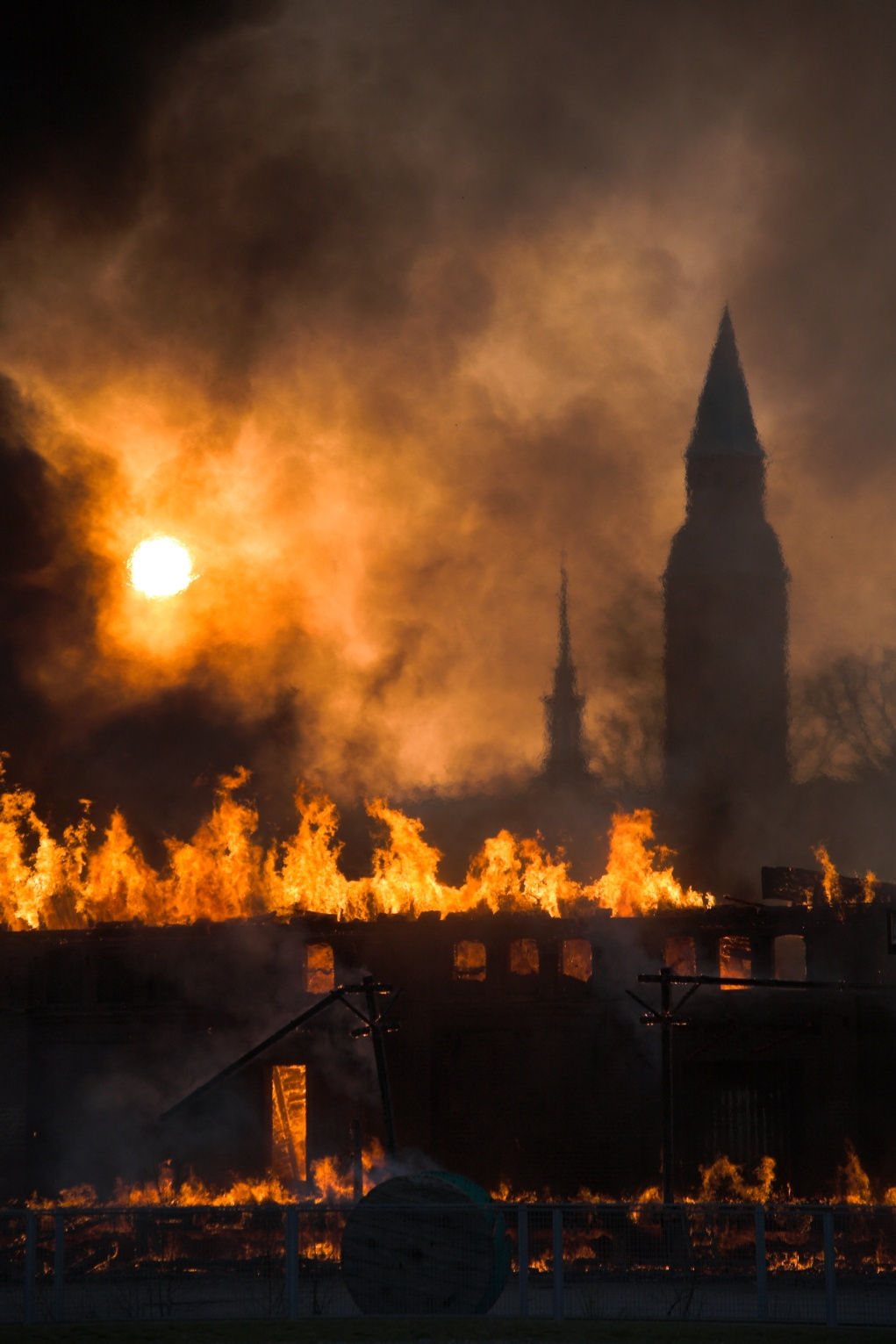
Incendio a Helsinki

L'incendio è una reazione ossidativa (o combustione) non controllata che si sviluppa senza limitazioni nello spazio e nel tempo dando luogo, dove si estende, a calore, fumo, gas e luce.
Gli incendi rappresentano e hanno rappresentato da sempre il fattore di maggior rischio per le attività umane e pertanto nel corso dei tempi sono state create metodologie per prevenirli e strumenti per combatterli.  In particolare, con l'aumento delle temperature e siccità causati dal cambiamento climatico, con l'aumento delle concentrazioni di persone in spazi chiusi o comunque limitati, tipico degli agglomerati urbani e con l'aumento delle attività potenzialmente pericolose, il rischio incendi è aumentato nel corso del tempo.

## Descrizione

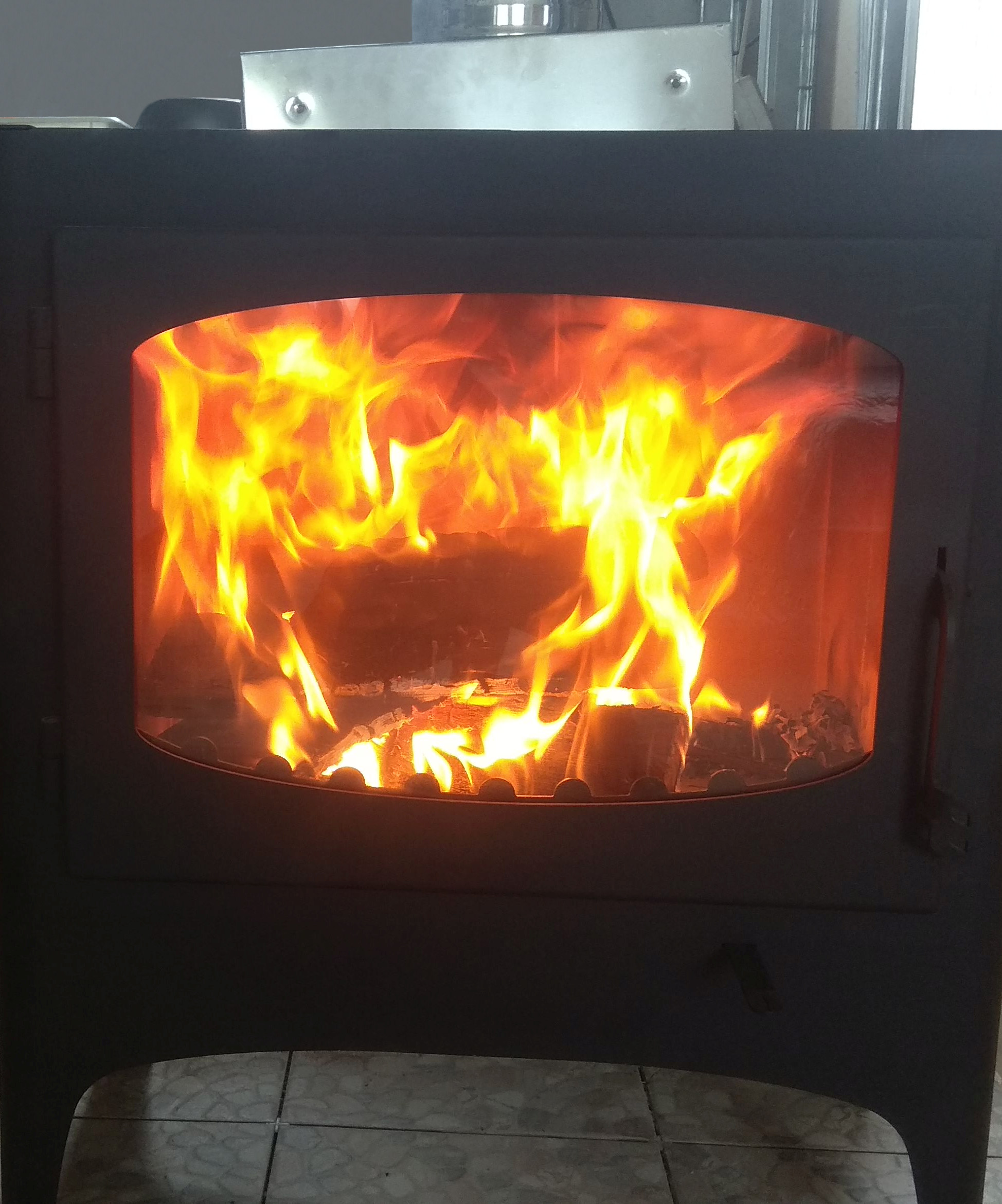
Le stufe a volte hanno causato incendi accidentali

### Cause
Un incendio può essere provocato da diverse cause sia naturali (gas derivante da decomposizione di materia organica sottoposto ad alte temperature, fulmini, ecc.) sia per mano dell'uomo per motivi casuali, leciti o illeciti (fortuito, provocato o doloso).
Alcuni esempi di causa: fiamme libere (p.es. operazioni di saldatura), particelle incandescenti (brace), provenienti da un focolaio preesistente (p.es.: braciere), scintille di origine elettrica, scariche elettriche, scintille di origine elettrostatica, scintille provocate da un urto o sfregamento, contatto con superfici e punti caldi, innalzamento della temperatura dovuto alla compressione dei gas, reazioni chimiche in genere.

### Condizioni
Per far sì che avvenga un incendio è necessario che siano presenti tre elementi fondamentali (le "tre C" o triangolo del fuoco):

Il triangolo del fuoco

- il combustibile: i materiali infiammabili sono classificati in base alla loro reazione al fuoco in 7 classi da 0 (incombustibile) a 6;
- il comburente: ruolo svolto usualmente dall'ossigeno;
- il calore: è necessaria la presenza di un'adeguata temperatura affinché avvenga l'innesco.

Combustibile e comburente devono essere presenti in proporzioni adeguate definite dal campo di infiammabilità.
Se non sono presenti uno o più dei tre elementi della combustione, questa non può avvenire e, se l'incendio è già in atto, si determina l'estinzione del fuoco.

### Fasi

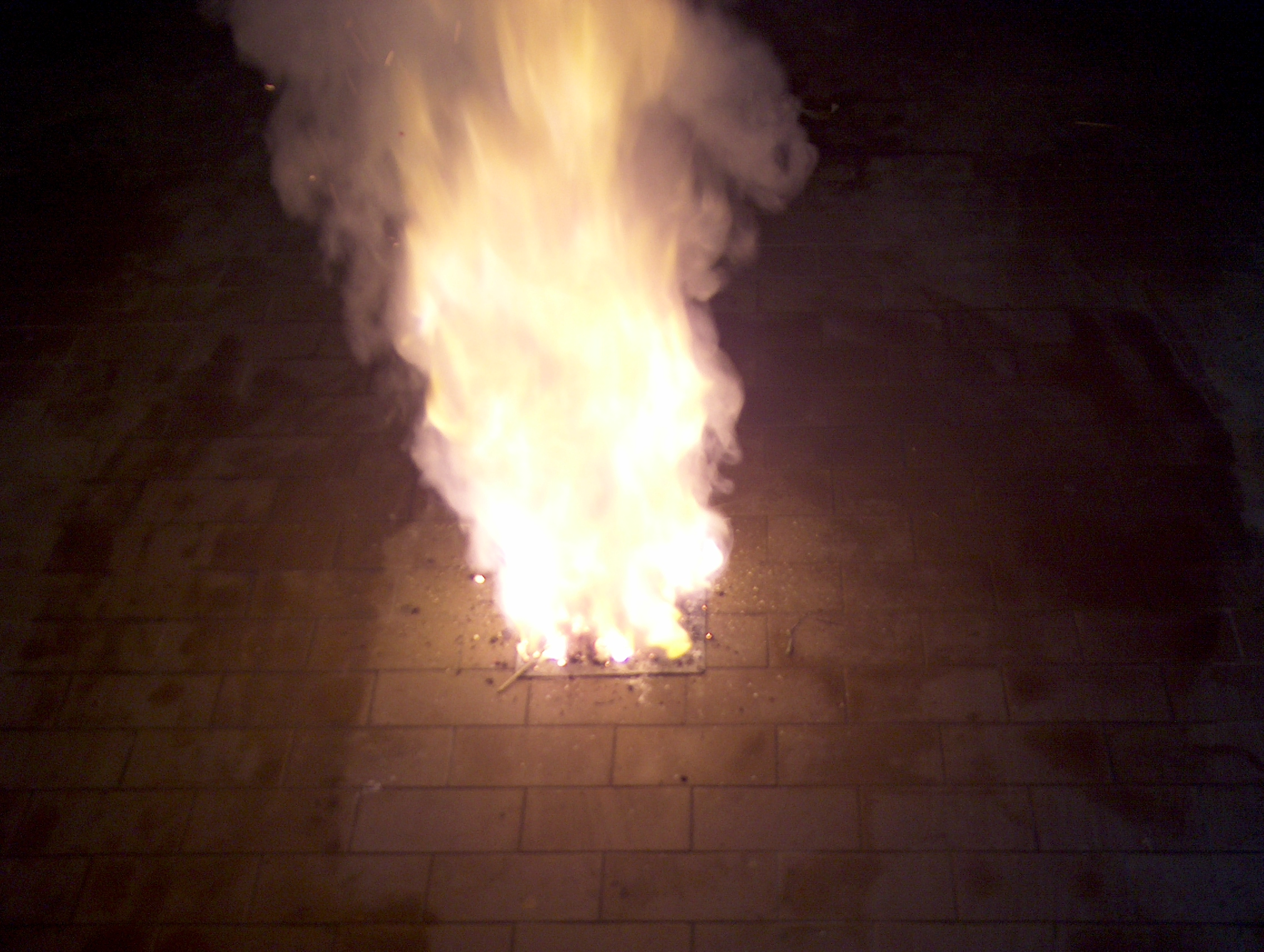
Incendio di sostanza chimica (combustione violenta ad alta temperatura)

- Ignizione: fase principale dell'incendio, dove i vapori delle sostanze combustibili, siano esse solide o liquide, iniziano il processo di combustione e la combustione è facilmente controllabile.
- Propagazione: caratterizzato da bassa temperatura e scarsa quantità di combustibile coinvolta; il calore propaga l'incendio e si determina un lento innalzamento della temperatura, con emissione di fumi.
- Flash over: brusco innalzamento della temperatura e aumento massiccio della quantità di materiale che partecipa alla combustione.
- Incendio generalizzato: tutto il materiale presente partecipa alla combustione, la temperatura raggiunge valori elevatissimi (anche oltre 1000 °C) e la combustione è incontrollabile.Incendio di un convento abbandonato a Massueville, Canada

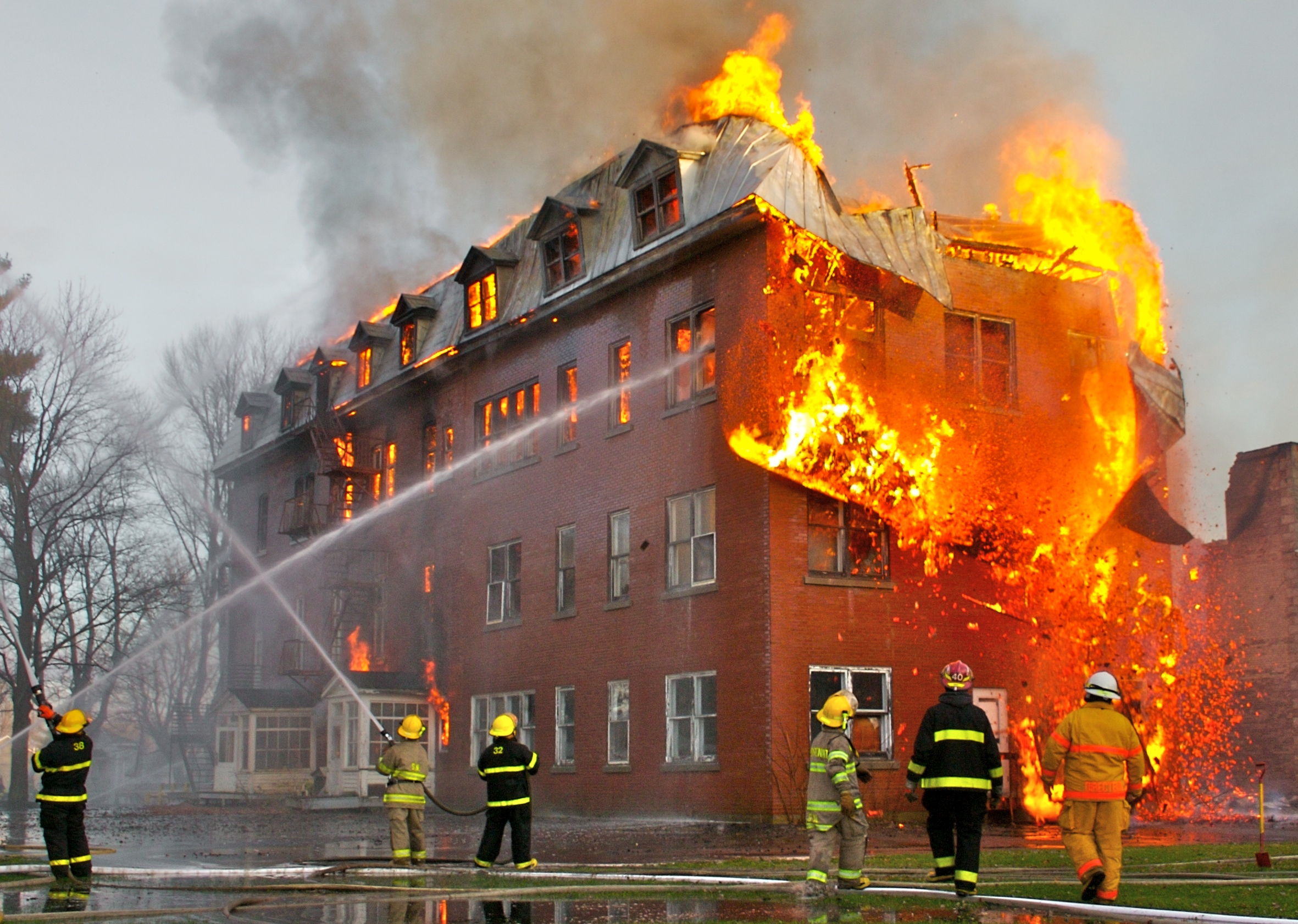
Incendio di un convento abbandonato a Massueville, Canada

- Estinzione: fase finale di conclusione della combustione per esaurimento (termine dei combustibili) e/o soffocamento (termine del comburente, solitamente voluta per l'auto estinzione di bracieri ad alta temperatura).[2]
- Raffreddamento: fase, solitamente, post-conclusiva dell'incendio e che comporta il raffreddamento della zona interessata ed è in concomitanza con il solidificarsi al suolo delle sostanze volatili più "pesanti" dei residui della combustione.

### Effetti

Le emissioni di monossido di carbonio causate dagli incendi tra l'8 e il 22 agosto 2019 in Amazzonia registrate dall'AIRS

L'incendio provoca effetti di diversa natura. Oltre al panico delle persone eventualmente coinvolte, le temperature elevate possono causare fenomeni di ustione o carbonizzazione oppure seri danni strutturali nel caso di elementi in cemento, acciaio o legno strutturale, con la differenza che di quest'ultimo è scientificamente calcolabile la durata in esercizio e quindi il tempo di fuga ammissibile. Infine molto danno è causato dai gas nocivi. Ad esempio la formazione di CO2 satura l'ambiente impoverendo la presenza di ossigeno; nel caso di combustioni non "complete" si può formare il monossido di carbonio o in altri casi è possibile la formazione di gas inquinanti NOx.
L'inquinamento dell'aria  oltre al particolato possono svilupparsi diossine e naturalmente la CO2.

## Incendio controllato
L'abbandono della pratica degli incendi controllati per promuovere la crescita di nuova vegetazione nelle attività tradizionali agro pastorali, minaccia alcuni habitat naturali che sono danneggiati dalla successione verso il bosco, l'accumulo di cespugli secchi e materiale combustibile che in caso di incendi incontrollati causano significativi danni al suolo. Alcuni habitat che risentono dell'abbandono degli incendi controllati sono: i prati con spinaporci lungo le coste del Mediterraneo, le dune costiere con ginepro, le lande con ginestre spinose. Nel mondo esistono estesi habitat pirofili come ad esempio le praterie di erba alta del Nord America o le savane dei continenti tropicali, che necessitano per conservarsi del passaggio del fuoco.

## Megaincendio

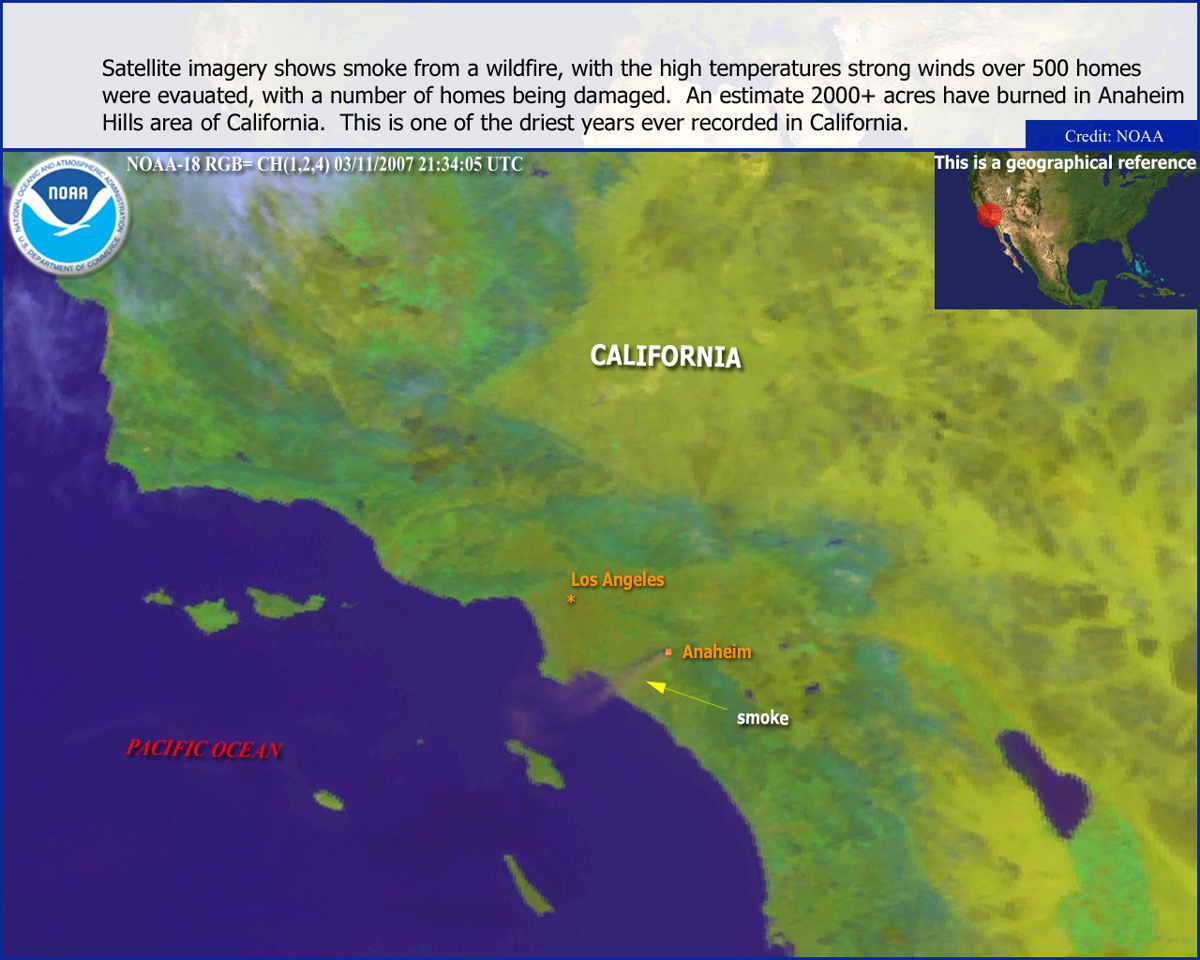
Visione dallo spazio del vasto incendio boschivo del 3 novembre 2007 ad Anaheim (California) nell'Orange County

Il crescere delle temperature e l'aumento della siccità causati dai cambiamenti climatici attuali provocano fenomeni di autocombustione in diverse aree del pianeta, dando luogo a incendi distruttivi colossali denominati megaincendi che possono provocare inquinamento dell'aria per centinaia di chilometri, fiamme alte più di 60 metri, causare fenomeni meteorologici come pirocumuli, fulmini a secco e tornado di fuoco oltre a consistenti danni agli habitat naturali nonché alle infrastrutture e vite umane.
La dimensione delle aree colpite non è univoca: in Europa viene stimata sui 1 000 ettari mentre in altre aree, come in America, è di 40 000 ettari.  Altre caratteristiche peculiari di questi incendi boschivi sono le frequenti autoaccensioni, la velocità di propagazione, l'estrema difficoltà di spegnimento.

### Esempi di mega incendi recenti
- Incendi nella Penisola iberica del 2017
- Incendi in Australia del 2019-2020
- Incendi in Siberia del 2019
- Ondata di caldo in America del Nord del 2021
- incendio di Los Angels 2025

## Incendio sotterraneo
Gli incendi sotterranei sono incendi di zone principalmente naturali che si propagano nel sottosuolo attraverso componenti secche tipicamente torba, sono favoriti da periodi estremamente secchi, si propagano lentamente e possono covare per diverso tempo nel sottosuolo senza dare effetti visibili e improvvisamente accendersi con sviluppo di fumo e fiamme, per questa peculiarità giornalisticamente vengono soprannominati incendi zombi, sono di difficile spegnimento e producono pesanti emissioni climalteranti.